# ダニエル・バイアー
ダニエル・バイアー（Daniel Baier、1984年5月18日 - ）は、西ドイツ・ケルン出身のサッカー選手。ポジションは、ミッドフィールダー。

## 経歴
TSV1860ミュンヘンでキャリアをスタート。2003年9月の1.FCケルン戦でトップチームデビュー。2005年10月のウェールズ戦でドイツU-20代表初出場。2010年1月、VfLヴォルフスブルクからFCアウクスブルクに完全移籍
2020年7月23日、契約解除によりアウクスブルクを退団。